# Fantastic, Vol. 2
Albums de Slum Village
Fan-Tas-Tic (Vol. 1)
(1997) Best Kept Secret
(2000)
Singles
1. Get Dis Money
Sortie : 1999
2. Climax
Sortie : 2000
3. Raise It Up
Sortie : 2000
4. Players
Sortie : 2000

Fantastic, Vol. 2 est le deuxième album studio de Slum Village, sorti le 13 juin 2000.
L'album était quasiment achevé dès 1998 mais le label du groupe, A&M Records, a eu des problèmes. Fantastic, Vol. 2 sort donc sur Goodvibe Recordings/Barak Records. L'album reçoit de très bonnes critiques, notamment du Phoenix New Times qui souligne le génie de la production de Jay Dee. Cependant les ventes ne suivent pas immédiatement car le groupe est surtout connu à Détroit.
Tous les titres sont produits par Jay Dee, à l'exception de Tell Me, produit par D'Angelo et coproduit par Jay Dee, et de Once Upon a Time, produit par Pete Rock et coproduit par Jay Dee. Sur les rééditions de l'album, il a été inclus deux titres bonus produits par Jay Dee, Thelonius et Who We Are. Thelonius figure également sur Like Water for Chocolate de Common.
L'album s'est classé 13e au Heatseekers, 44e au Top R&B/Hip-Hop Albums et 180e au Billboard 200.

## Liste des titres
| No  | Titre                                        | Contient un (des) sample(s) de | Durée |
| --- | -------------------------------------------- | --- | ----- |
| 1.  | Intro                                        | Butter de A Tribe Called Quest | 1:25  |
| 2.  | Conant Gardens                               | A Tribute to Wes de Little Beaver Award Tour de A Tribe Called Quest featuring Trugoy the Dove Keep It on (This Beat) de Slum Village | 3:04  |
| 3.  | I Don't Know (featuring DJ Jazzy Jeff)       | Say It Loud, I'm Black and I'm Proud de James Brown Get Up (I Feel Like Being a) Sex Machine de James Brown Make It Funky de James Brown É Isso Aí de Baden Powell My Thang de James Brown Triple Threat des Z-3 MC's Doin' It de LL Cool J et Leshaun | 2:25  |
| 4.  | Jealousy                                     | Are You All the Things du Bill Evans Trio et Eddie Gómez | 4:05  |
| 5.  | Climax (Girl Shit)                           | You're Getting a Little Too Smart des Detroit Emeralds Clair de lune d'Isao Tomita Space Intro du Steve Miller Band | 3:31  |
| 6.  | Hold Tight (featuring Q-Tip)                 | Experience in E du Cannonball Adderley Quintet What Makes You Happy de KC and the Sunshine Band | 3:12  |
| 7.  | Tell Me (featuring D'Angelo)                 | | 4:37  |
| 8.  | What It's All About (featuring Busta Rhymes) | Don't Stop What You're Doin' d'Alicia Myers | 3:36  |
| 9.  | Forth and Back (featuring Kurupt)            | I Thought It Was You d'Herbie Hancock | 4:26  |
| 10. | Untitled/Fantastic                           | Refractions in the Plastic Pulse de Stereolab | 3:54  |
| 11. | Fall N Love                                  | Diana in the Autumn Wind de Gap Mangione Soldier in Our Town d'Iron Butterfly | 3:47  |
| 12. | Get Dis Money                                | Come Running to Me d'Herbie Hancock | 3:31  |
| 13. | Raise It Up                                  | Pumpin' It Up (Special Club Mix) de P-Funk All Stars Extra Dry de Thomas Bangalter | 4:27  |
| 14. | CB4                                          | | 3:45  |
| 15. | Once Upon a Time (featuring Pete Rock)       | Bumpin' Bus Stop de Thunder and Lightning Afro Blue de Dee Dee Bridgewater Stoop Rap de Double Trouble Basketball Throwdown des Cold Crush Brothers and The Fantastic Five Fantastic Freaks at the Dixie de DJ Grand Wizard Theodore and The Fantastic Five Woo-Hah!! Got You All in Check de Busta Rhymes Wild for Da Night de Rampage featuring Busta Rhymes | 5:54  |
| 16. | Players                                      | Clair des Singers Unlimited Rapper's Delight du Sugarhill Gang | 2:26  |
| 17. | Eyes Up                                      | | 4:22  |
| 18. | 2 U 4 U                                      | Jonz in My Bonz de D'Angelo | 3:08  |
| 19. | Go Ladies                                    | Holding You, Loving You de Don Blackman | 4:43  |

| 1. | Thelonius (featuring Common) | Space Intro du Steve Miller Band Vulcan Mind Probe de George Duke | 4:29 |
| 2. | Who Are We                   |                                                                   | 3:44 |